# Максимов, Алексей Георгиевич
Алексей Георгиевич Максимов (1890—?) — военный инженер-механик, участник Первой мировой и Гражданской войн, капитан 1 ранга, Георгиевский кавалер.

## Биография
Алексей Георгиевич Максимов родился 17 марта 1890 года.
В службе с 1910 года. В 1913 году окончил механическое отделение Морского инженерного училища в Кронштадте и произведён в корабельные гардемарины-механики. 5 октября 1913 года произведён в звание инженер-механик мичман.
Служил в бригаде подводных лодок Черноморского флота на подводной лодке «Тюлень». Принимал участие в боевых действиях во время Первой мировой войны. 1 апреля 1915 года был награждён орденом Святой Анны 4 степени за храбрость. 28 сентября 1916 года подводная лодка «Тюлень» впервые в истории российского подводного флота огнём своей артиллерии вынудила превосходящего её по мощности противника, пароход «Родосто», сдаться в плен. Под руководством инженер-механика лейтенанта Максимова призовая команда лодки потушила пожар, исправила рулевое управление и запустила машину на пленённом пароходе, что дало возможность привести трофейный приз в базу. В декабре 1916 года Максимов был награждён Георгиевским оружием за исправление механизмов турецкого транспорта «Родосто» при захвате его подводной лодкой. (Высочайший приказ по Морскому ведомству от 26.12.1916 № 910).
В январе 1917 года А. Г. Максимов был назначен начальником мастерских Подводной бригады на транспорте «Трапезунд», а позже — преподавателем Машинной школы с оставлением в занимаемой должности.
В марте 1918 года был уволен «как не получивший назначений на командные должности». С 1919 года служил в Вооружённых силах Юга России, в составе белого Черноморского флота на подводных лодках «Тюлень» и «Утка». 28 марта 1920 года был произведён в старшие лейтенанты. В отдельных источниках упоминается в звании капитана 1 ранга.
Дальнейшая судьба неизвестна.